# Usine Alfa Romeo-Arese
 (juillet 2023).
Si vous disposez d'ouvrages ou d'articles de référence ou si vous connaissez des sites web de qualité traitant du thème abordé ici, merci de compléter l'article en donnant les références utiles à sa vérifiabilité et en les liant à la section « Notes et références ».
L'usine Alfa Romeo d'Arese, mise en service au début des années 1960, était la plus importante du constructeur Alfa Romeo.
Le site industriel Alfa Romeo de Arese recouvrait une surface très importante à tel point qu'il était implanté sur deux communes voisines : Lainate et Garbagnate Milanese. 
De nos jours, l'usine est complètement désaffectée, attendu que le Groupe Fiat Auto, maison-mère d'Alfa Romeo, a décidé de déplacer le centre d'études à Turin et les lignes de production dans la nouvelle usine de Pomigliano d'Arco près de Naples.
Le site d'Arese occupait une position stratégique. Il était situé au centre des principales voies de communication du Nord de l'Italie :
- les lignes Alta Velocità Ferroviaria, lignes à grande vitesse italiennes Milan-Turin, Milan-Rome, Milan-Bari, Milan-Venise-Trieste,
- l'Autoroute des Lacs entre Milan et la Suisse, l'Autoroute Milan-Venise-Trieste, la Tangentiale Ouest de Milan
- l'Aéroport de Milan Malpensa

## Histoire du site

### Les années 1960
La nouvelle usine fut édifiée au tout début des années 1960 pour remplacer l'ancienne usine de Portello, devenue bien trop petite pour satisfaire à la demande croissante des véhicules de la marque. La fabrication des voitures commença en 1963 par un nouveau modèle lancé par Alfa Romeo, la Giulia Sprint, et l'année suivante, la Giulia berline. Les travaux furent menés tambour battant car déjà à l'époque, le respect des délais était primordial.

### Les années 1970-1980
La fin des années 1960 fut marquée par des luttes ouvrières très dures. Comme la France a connu Mai 68, l'Italie a eu l'automne 1969. À l'époque, le constructeur Alfa Romeo était la propriété de l'État italien à travers l'Institut de reconstruction industrielle (IRI) et les salariés obtinrent de nombreux avantages, à tel point que l'usine fut surnommée la « Cathédrale de la métallurgie ». 
De la construction de l'usine et jusqu'au milieu des années 1970, le site d'Arese et Alfa Romeo connurent une période d'évolution et de croissance perpétuelles. Cette phase subit cependant un coup d'arrêt avec les deux chocs pétroliers, qui engendrèrent une baisse importante des ventes chez Alfa Romeo, tout comme chez l'ensemble des autres constructeurs d'automobiles de gamme supérieure et sportive. En 1982, l'usine d'Arese occupait encore environ 19 000 salariés et produisait quatre modèles : l'Alfetta, la Nuova Giulietta, l'Alfa 6 et l'Alfetta GT et GTV. Cependant, les difficultés économiques de la marque au biscione ne cessaient de s'aggraver. En 1986, l'IRI céda Alfa Romeo à Fiat Auto, et en 1987, le nombre de salariés était tombé à 10 000.

### Les années 1990 et 2000
En 1989, la région de Lombardie saisit le tribunal administratif à la suite d'une plainte des riverains, et les juges ordonnèrent la réduction de l'activité industrielle du secteur peinture, obligeant à diminuer la production journalière de 800 à 400 voitures : un fait impensable dans une zone industrielle. Ce fut le début de la fin pour l'usine, dont l'activité commença à se réduire fortement, engendrant une chute continuelle du nombre de salariés.
En 1992, la production de la berline Alfa 75 fut arrêtée et le modèle remplacé par l'Alfa 155, alors que l'usine Autobianchi de Desio fermait au même moment. FIAT décida alors de déplacer la production de la Lancia Y10 de Desio à Arese, jusqu'en 1995, année où débuta la production du coupé Alfa  GTV. En 1997, après dix ans de production et 270 000 exemplaires fabriqués, l'Alfa 164 disparut des chaînes. Dès lors, la production de voitures devant rester très limitée, le nombre des salariés, inexorablement, ne cessa plus de baisser, jusqu'à atteindre le chiffre de 4 000 employés. Fiat décida alors de suspendre toute production des modèles Alfa Romeo à Arese et d'y assembler des modèles écologiques électriques. 
C'est le début du projet FIAT-VAMIA (pour « Veicoli A Minimo Impatto Ambientale », en français : « véhicules à moindre impact environnemental ») qui se concrétisera, à partir de 1998, par le montage d'un moteur électrique et de batteries de traction sur la Fiat Seicento Elettra (produites dans l'usine Fiat Auto Poland de Tychy). La production de la Fiat 600 Elettra prend fin en 2001. 
Lassé des conflits locaux touchant à l'usine, en 2002, Fiat revend le site à AIG Lincoln, société spécialisée dans l'optimisation de la gestion immobilière, une activité tertiaire sans bruit ni gros effectifs. 
Les dernières Alfa Romeo produites dans l'usine d'Arese furent les modèles Alfa GTV et Spider en 2000. La production de ces modèles sera ensuite transférée chez le carrossier Pininfarina jusqu'à l'arrêt de leur production en 2005. L'usine d'Arese continua la fabrication de modèles écologiques comme le Fiat Multipla Eco et fabriquera jusqu'en 2005 les derniers moteurs V6 Busso.

### Situation actuelle et perspectives d'avenir
La création d'un pôle logistique représenterait une possibilité de réutilisation de cet énorme site d'Arese, couvrant plus de 200 hectares. Un autre projet, élaboré par les autorités provinciales milanaises, a vu le jour en mai 2007 et consisterait à y installer toutes les activités de la communauté chinoise milanaise, actuellement implantées via Paolo Sarpi.
Il ne reste aujourd'hui sur le grand site Alfa Romeo d'Arese que le Museo Storico Alfa Romeo (musée Alfa Romeo) et le Customer Services Centre (Centre de services clients) du groupe Fiat. Le 30 octobre 2009, Fiat Auto a transféré le Centro Stile Alfa Romeo, la division Powertrain, bureau d'études et laboratoires d'expérimentation des nouveaux moteurs à Turin. Les dernières créations du Centro Stile d'Arese sont la MiTo et la Giulietta.

## Récapitulatif des voitures produites dans l'usine d'Arese
| Photo | Marque      | Modèle                  | Début fabrication | Fin fabrication | Notes |
| ----- | ----------- | ----------------------- | ----------------- | --------------- | --- |
|       | Alfa Romeo  | Giulia GT               | 1963              | 1976            | |
|       | Alfa Romeo  | Giulia                  | 1965              | 1977            | |
|       | Alfa Romeo  | 1750                    | 1968              | 1971            | |
|       | Alfa Romeo  | 2000                    | 1971              | 1977            | |
|       | Alfa Romeo  | Alfetta                 | 1972              | 1984            | |
|       | Alfa Romeo  | Alfetta GT              | 1974              | 1987            | |
|       | Alfa Romeo  | Nuova Giulietta         | 1977              | 1985            | |
|       | Alfa Romeo  | Alfa 6                  | 1979              | 1986            | |
|       | Alfa Romeo  | 90                      | 1984              | 1987            | |
|       | Alfa Romeo  | 75                      | 1985              | 1993            | |
|       | Alfa Romeo  | 164                     | 1987              | 1997            | |
|       | Autobianchi | Y10                     | 1992              | 1995            | |
|       | Alfa Romeo  | GTV                     | 1995              | 2000            | Fabrication transférée en 2000 chez le carrossier Pininfarina à San Giorgio Canavese et Grugliasco (Turin)                     |
|       | Fiat        | 600 Elettra (VAMIA)     | 1998              | 2000            | Installation du moteur électrique et des batteries de traction sur des voitures produites dans l'usine Fiat de Tychy (Pologne) |
|       | Fiat        | Multipla Metano (VAMIA) | 2000              | 2002            | Installation alimentation au gaz sur les voitures provenant de l'Usine Fiat-Mirafiori (Torino)                                 |

Une curiosité à signaler : 31 salariés de l'usine Alfa Roméo d'Arese furent élus au Parlement italien et abandonnèrent leur poste pour siéger à partir de 2002.